# 종결식
가환대수학에서 종결식(終結式, 영어: resultant)은 두 다항식이 근을 공유하는지 여부를 나타내는 값이며, 실베스터 행렬의 행렬식이다.

## 정의
대수적으로 닫힌 체 {\displaystyle K}를 계수로 갖는 두 다항식
{\displaystyle p(x)=p_{\deg p}x^{\deg p}+\cdots \in K[x]}
{\displaystyle q(x)=q_{\deg q}x^{\deg q}+\cdots \in K[x]}
의 종결식은 다음과 같다.
{\displaystyle \operatorname {res} (p,q)=p_{\deg p}^{\deg q}q_{\deg q}^{\deg q}\prod _{x\colon p(x)=0}\prod _{y\colon q(y)=0}(x-y)}
즉, {\displaystyle p}의 근들과 {\displaystyle q}의 근들의 모든 차들의 곱이다. 이 경우, 근이 중복된다면 중복수만큼 거듭하여 계산한다.
두 다항식의 종결식은 실베스터 행렬의 행렬식과 같다. 이는 {\displaystyle p}와 {\displaystyle q}의 계수들의 다항식이므로, 대수적으로 닫힌 체가 아닌 임의의 가환환의 계수를 갖는 다항식환에서 정의할 수 있다.

## 성질
임의의 가환환 {\displaystyle R} 및 {\displaystyle p,q,r\in R[x]}에 대하여, 다음이 성립한다.
- (등급 가환성) {\displaystyle \operatorname {res} (p,q)=(-1)^{\deg p\deg q}\operatorname {res} (q,p)}
- (승법성) {\displaystyle \operatorname {res} (pq,r)=\operatorname {res} (p,r)\operatorname {res} (q,r)}

대수적으로 닫힌 체 {\displaystyle K} 및 0이 아닌 {\displaystyle p,q\in K[x]}에 대하여, 다음 조건들이 서로 동치이다.:203, Corollary 8.4
- {\displaystyle \operatorname {res} (p,q)=0}
- {\displaystyle p}와 {\displaystyle q}는 적어도 하나의 근을 공유한다.
- {\displaystyle p}와 {\displaystyle q}의 최대 공약 다항식은 자명하지 않다.

## 같이 보기
- 판별식

## 참고 문헌
1. ↑  Lang, Serge (2002). 《Algebra》. Graduate Texts in Mathematics (영어) 211 개정 3판. New York, NY: Springer. doi:10.1007/978-1-4613-0041-0. ISBN 978-1-4612-6551-1. ISSN 0072-5285. MR 1878556. Zbl 0984.00001.